# Wawasan Brunei 2035
 (juin 2020).
Wawasan Brunei 2035 est un plan visant à réduire la dépendance du Brunei à l'égard des secteurs pétrolier et gazier, à diversifier son économie et à développer des secteurs de services publics tels que la santé, l'éducation, les infrastructures, les loisirs, le secteur financier et le tourisme.